# Evippa rajasthanea
Evippa rajasthanea là một loài nhện trong họ Lycosidae.
Loài này thuộc chi Evippa. Evippa rajasthanea được Benoy Krishna Tikader & A. Malhotra miêu tả năm 1980.